# Pojatno
Pojatno – wieś w Chorwacji, w żupanii zagrzebskiej, w mieście Zaprešić. W 2011 roku liczyła 1213 mieszkańców.